# Gammarus duebeni
Gammarus duebeni danh pháp ba phần Gammarus celticus duebeni là một loài tôm trong chi Gammarus sống ở vùng biển ngoài khơi biển Ireland hay sông Downhill ở County Antrim thuộc Bắc Ireland. 

## Ăn thịt đồng loại
Chúng được ghi nhận là có sự tương tác giữa ký sinh trùng Pleistophora mulleri dẫn đến hiện tượng ăn thịt đồng loại. Ký sinh trùng xâm nhập, ăn dưỡng chất có được từ vật chủ và lớn lên, ký sinh trùng có thể sinh sản và lây lan cho hàng triệu vật chủ tôm một cách nhanh chóng.
Khi xâm nhập được vào cơ thể tôm, chúng sẽ phá hủy cơ bắp của tôm, hút chất dinh dưỡng khiến tôm luôn ở trạng thái đói và rồi dần chi phối hành vi của vật chủ. Lúc này, tôm bị nhiễm ký sinh trùng sẽ tìm đến đồng loại là những sinh vật tôm nhỏ hơn để ăn thịt, cách ăn thịt đồng loại là những chú tôm nhỏ hơn thì tôm nhiễm bệnh mới có thể sống sót.